# Johann Christian Daniel von Schreber
Aquest autor és citat en taxonomia animal amb el nom «Schreber».
Johann Christian Daniel von Schreber (Weissensee, Turíngia (Alemanya), 17 de gener del 1739 - Erlangen (Alemanya), 10 de desembre del 1810) fou un naturalista alemany, deixeble de Carl von Linné.
Schreber estudià medicina, teologia i història natural a les universitats de Halle i Uppsala. El 1760, després de doctorar-se, començà a exercir medicina a Bützow; l'any següent començà a donar classes a la universitat local. A partir del 1770 ensenyà medicina i botànica a Erlangen; el 1773 li fou confiada la direcció del jardí botànic de la ciutat, i el 1776 fou nomenat catedràtic d'història natural.
El 1774, Schreber començà la redacció d'un tractat, titulat Die Säugethiere in Abbildungen nach der Natur mit Beschreibunge, "Els mamífers amb il·lustracions segons llur natura amb descripcions", en el qual feu la descripció de totes les espècies conegudes de mamífers. Moltes d'elles foren descrites científicament per primer cop en aquesta obra, i classificades segons el sistema binomial desenvolupat per Linné. Les il·lustracions, tanmateix, mancaven del rigor d'altres obres de l'època.
El 1787 fou nomenat membre de la prestigiosa Acadèmia Sueca de les Ciències.
Després de la seva mort, la seva rica col·lecció botànica fou adquirida pel rei Maximilià I de Baviera, i serví de base per la col·lecció estatal de botànica de Múnic.
Diverses espècies recorden Schreiber en el seu nom llatí, com ara Arum schreberi, Muhlenbergia schreberi, Potamogeton schreberi i Rumex schreberi.

## Galeria
Plaques de Die Säugethiere in Abbildungen nach der Natur mit Beschreibungen 1774-1804.

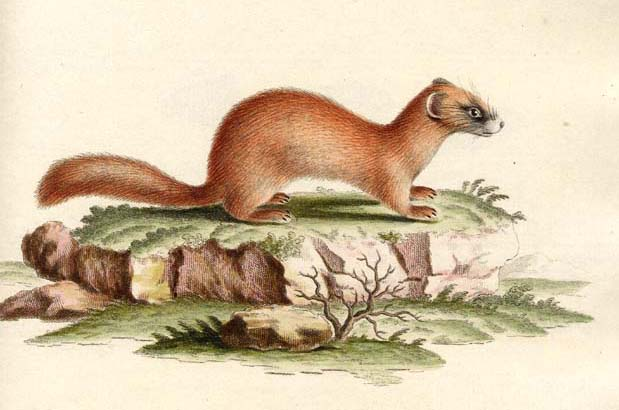
Mustela sibirica
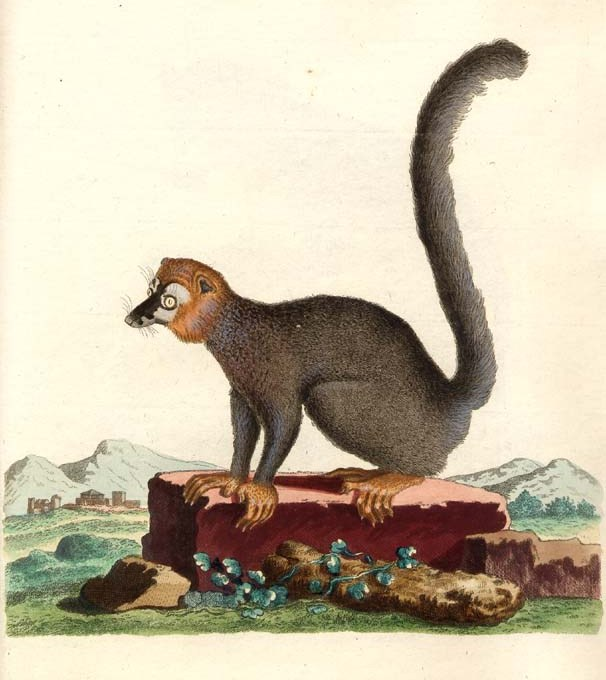
Eulemur mongoz
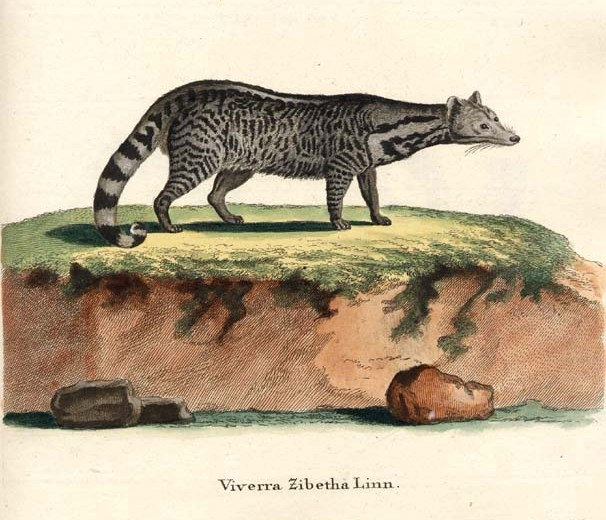
Viverra zibetha
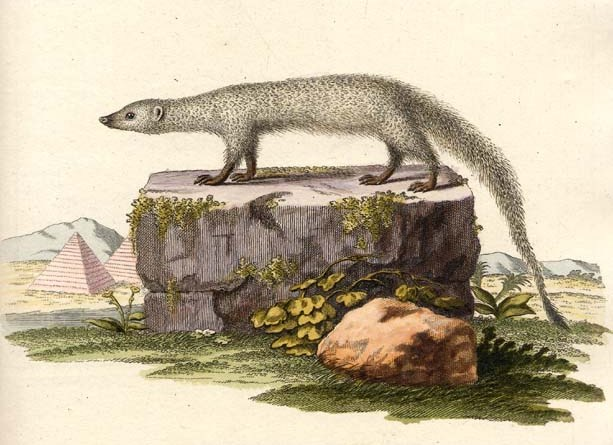
Herpestes ichneumon
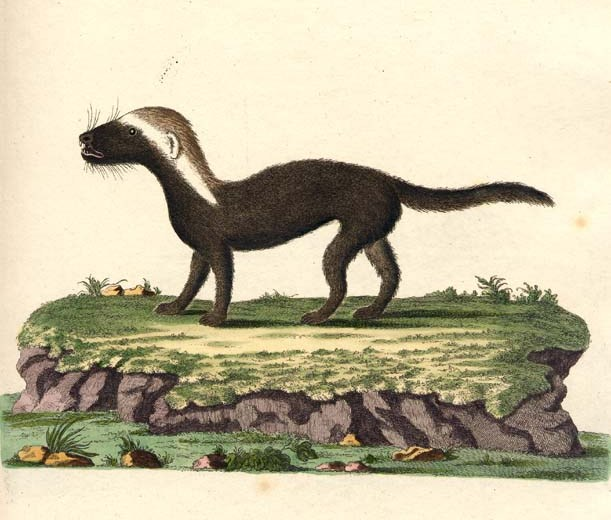
Galictis vittata
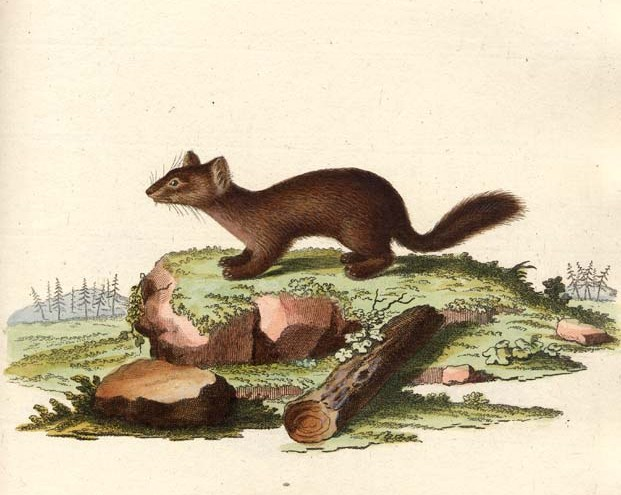
Martes zibellina
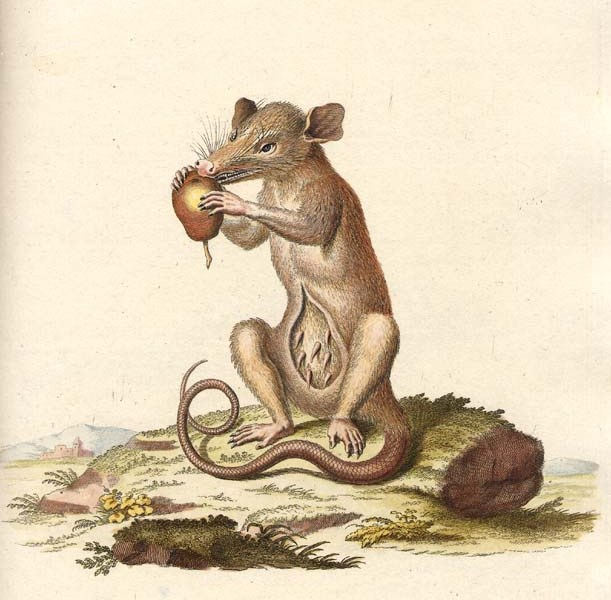
Didelphis marsupialis
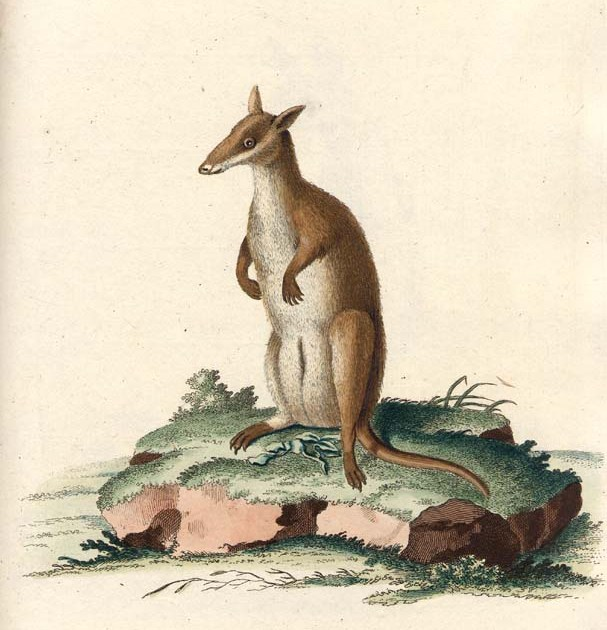
Thylogale brunii
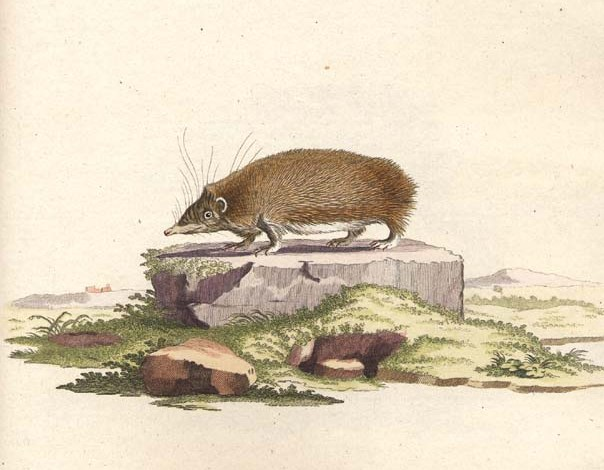
Setifer setosus
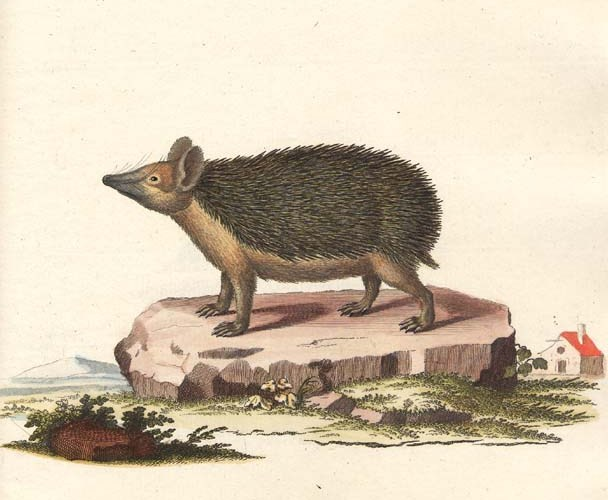
Hemiechinus auritus
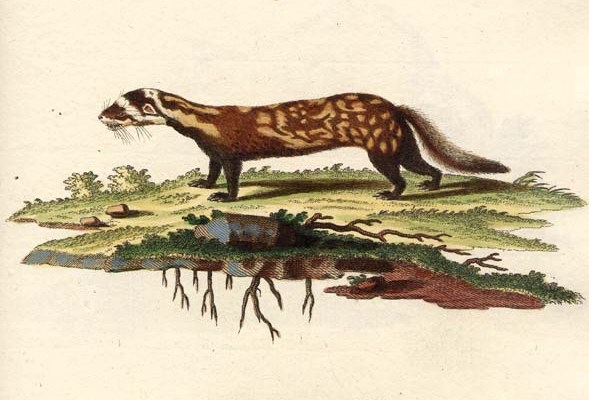
Vormela peregusna
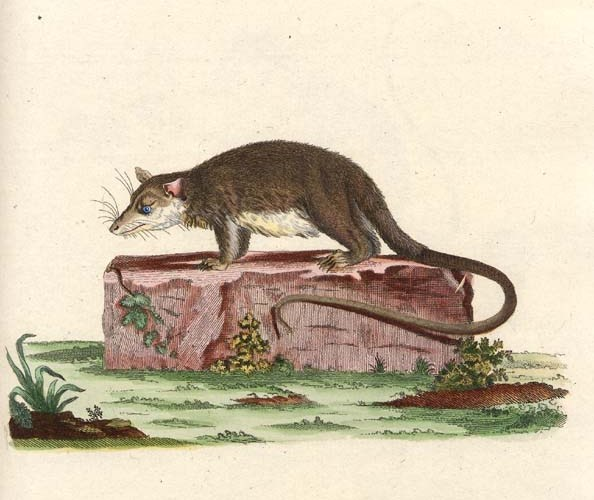
Caluromys philander